# Toyota Grand Prix of Long Beach 2015
Der Toyota Grand Prix of Long Beach 2015 fand am 19. April auf dem Long Beach Grand Prix Circuit in Long Beach, Kalifornien, Vereinigte Staaten statt und war das dritte Rennen der IndyCar Series 2015. Es war der 41. Toyota Grand Prix of Long Beach.

## Berichte

### Hintergrund
Nach dem Indy Grand Prix of Louisiana führte Juan Pablo Montoya in der Fahrerwertung mit zehn Punkten vor Hélio Castroneves und mit 14 Punkten vor Will Power.
Die Aero-Kits wurden auf Antrag der IndyCar-Rennleitung nochmal nachgebessert. Chevrolet entfernte die Teleskop-Winglets auf dem Frontflügel. Honda verstärkte die Hinterrad-Verkleidung erneut.
Im Starterfeld gab es drei Veränderungen. Andretti Autosport setzte kein zusätzliches viertes Fahrzeug mehr für Simona de Silvestro ein und reduzierte das Aufgebot auf drei Fahrzeuge. Sage Karam wurde bei Chip Ganassi Racing durch Sebastián Saavedra ersetzt. Die beiden teilten sich das Fahrzeug für die nächste Saison, wobei Saavedra das Auto bei insgesamt vier Rennen übernahm. Saavedra hatte nach zwei Jahren als Vollzeitpilot für 2015 kein Cockpit für eine volle Saison erhalten. Dale Coyne Racing ersetzte Carlos Huertas für diesen Grand Prix durch Rocky Moran jr., der zuletzt 2005 an einem Formelrennen teilgenommen hatte und in der IndyCar Series debütieren wollte. Da er sich im Training allerdings verletzte, übernahm Conor Daly das Cockpit für das restliche Rennwochenende. Daly war zuletzt beim Indianapolis 500 2013 in der IndyCar Series aktiv.
Mit Sébastien Bourdais (dreimal), Power (zweimal), Montoya, Castroneves, Ryan Hunter-Reay und Takuma Satō (jeweils einmal) traten sechs ehemalige Sieger zu diesem Grand Prix an.

### Training
Es gab drei Trainingssitzungen mit einer Laufzeit von je 45 Minuten. Scott Dixon erzielte die Bestzeit im ersten Training vor seinem Teamkollegen Tony Kanaan und Hunter-Reay. Am Ende des Feldes lagen beide Dale-Coyne-Piloten, wobei Debütant Moran seinem Teamkollegen Dracone über eine Sekunde distanzierte. Das erste Training lief ohne Unterbrechung.
Im zweiten Training kam es zu einer Penske-Dreichfachführung mit Power vor Simon Pagenaud und Castroneves. Es gab eine Unterbrechung, nachdem Carlos Muñoz in der ersten Kurve mit Moran kollidierte. Moran, der keine Schuld an den Zwischenfall hatte, schlug in die Reifenstapel ein. Dabei brach sich Moran den linken Daumen und fiel für das restliche Rennwochenende verletzt aus.
Im dritten Training übernahm Daly das Dale-Coyne-Cockpit von Moran. Erneut führten drei Penske-Fahrer das Feld an: Pagenaud vor Castroneves und Power. Das Training wurde einmal unterbrochen, nachdem sich Jack Hawksworth auf der Mitte der Strecke gedreht hatte. Stefano Coletti berührte die Mauer in der letzten Kurve, fuhr mit dem havarierten Fahrzeug aber zurück an die Box, sodass es hier keine Unterbrechung gab.

### Qualifying
Der erste Abschnitt des Zeittrainings wurde nach dem üblichen Qualifying-System für Straßenkurse in zwei Gruppen ausgetragen. Die sechs schnellsten Piloten jeder Gruppe kamen ins zweite Segment. Die restlichen Startpositionen wurden aus dem Ergebnis des ersten Qualifyingabschnitts bestimmt, wobei den Fahrern der ersten Gruppe die ungeraden Positionen ab 13, und den Fahrern der zweiten Gruppe die geraden Positionen ab 14 zugewiesen wurden. In der ersten Gruppe fuhr Kanaan die schnellste Runde, in der zweiten Gruppe war Montoya der schnellste Pilot. Der erste Abschnitt der zweiten Gruppe wurde abgebrochen, nachdem Coletti in der fünften Kurve in die Mauer gefahren war. Dadurch schied unter anderem Power aus, der zuvor keine ausreichend schnelle Zeit erzielt hatte. Coletti wurden die schnellsten Zeiten gestrichen, sodass er nicht in den zweiten Abschnitt kam und stattdessen ans Ende des Feldes zurückfiel.
Im zweiten Segment der Qualifikation qualifizierten sich die sechs schnellsten Fahrer für den finalen Abschnitt. Pagenaud erzielte die schnellste Rundenzeit. Neben ihm schafften es Josef Newgarden, Castroneves, Montoya, Dixon und Hunter-Reay in den dritten Teil des Qualifyings, die sogenannten Firestone Fast Six.
Im dritten Teil fuhr schließlich Castroneves die schnellste Zeit und erzielte die Pole-Position vor seinem Teamkollegen Montoya und Dixon. Castroneves fuhr hierbei die schnellste, jemals auf dieser Streckenkonfiguration erzielte Rundenzeit. Es war Castroneves 42. IndyCar-Pole, mit der er zu diesem Zeitpunkt auf dem vierten Platz der ewigen IndyCar-Pole-Bestenliste lag.

### Abschlusstraining
Im Abschlusstraining am Sonntag vor dem Rennen erzielte Newgarden die schnellste Runde vor Pagenaud und Gabby Chaves.

### Rennen
Beim Start behielt Castroneves die Führung. Dixon ging an Montoya vorbei auf die zweite Position. In der fünften Runde begann eine Gelbphase, da Trümmerteile in der neunten Kurve lagen. Es blieb die einzige Gelbphase, nachdem es bei den vorigen zwei Rennen fünf bzw. sechs Gelbphasen gegeben hatte. In der Gelbphase gingen einige Fahrer in der siebten Runde an die Box. Dabei blieb Luca Filippi in der Boxeneinfahrt stehen. Beim Versuch an ihm vorbeizufahren, würgte Power seinen Motor ab. Beide Fahrer fuhren weiter, fielen aber aus der Führungsrunde heraus.
In der 29. Runde ging Castroneves an die Box und gab die Führung kurzzeitig an Hawksworth ab. Castroneves musste nach seinem Stopp kurz auf Kanaan, der vor ihm in die Box bog, warten, sodass sich sein Stopp etwas verzögerte. Dadurch fiel er hinter Dixon zurück, der nach Hawksworth Boxenstopp in Führung ging und das Rennen anschließend ungefährdet anführte. In der 53. Runde ging er an die Box und verlor dadurch die Führung kurzzeitig an Castroneves und Bourdais. Um den dritten Platz entwickelte sich in der Schlussphase ein Zweikampf zwischen den Penske-Fahrern Montoya und Pagenaud, der es Kanaan und Bourdais ermöglichte aufzuschließen. Eine Positionsveränderung in dieser Gruppe gab es nicht.
Somit erzielte Dixon seinen ersten Saisonsieg vor Castroneves. Es war Dixons erster Sieg in Long Beach. Mit seinem insgesamt 36. IndyCar-Sieg zog er mit Bobby Unser gleich auf den fünften Platz der ewigen Bestenliste. Darüber hinaus schaffte es Dixon nach Unser, Emerson Fittipaldi und Castroneves als vierter IndyCar-Fahrer in elf aufeinanderfolgenden Jahren mindestens ein IndyCar-Rennen zu gewinnen. Montoya wurde Dritter vor Pagenaud, Kanaan, Bourdais und Newgarden. Marco Andretti war auf dem achten Platz bester Honda-Pilot. Muñoz und Saavedra komplettierten die Top 10. Beim Toyota Grand Prix of Long Beach 2015 kamen erstmal 19 Fahrer in der Führungsrunde ins Ziel. Zudem wurde mit 23 Fahrern, die das Ziel erreichten, ein weiterer neuer Rekord aufgestellt.
In der Fahrerwertung blieb Montoya vor Castroneves in Führung. Kanaan übernahm den dritten Platz.

## Meldeliste
Alle Teams und Fahrer verwendeten das Chassis Dallara DW12 und Reifen von Firestone.
| Team                           | Nr. | Fahrer             | Aero-Kit/Motor |
| ------------------------------ | --- | ------------------ | -------------- |
| Verizon Team Penske            | 01  | Will Power         | Chevrolet      |
| Team Penske                    | 02  | Juan Pablo Montoya | Chevrolet      |
| Team Penske                    | 03  | Hélio Castroneves  | Chevrolet      |
| Team Penske                    | 22  | Simon Pagenaud     | Chevrolet      |
| KV Racing Technology           | 04  | Stefano Coletti    | Chevrolet      |
| Schmidt Peterson Motorsports   | 05  | James Hinchcliffe  | Honda          |
| Schmidt Peterson Motorsports   | 07  | James Jakes        | Honda          |
| Chip Ganassi Racing Teams      | 08  | Sebastián Saavedra | Chevrolet      |
| Chip Ganassi Racing Teams      | 09  | Scott Dixon        | Chevrolet      |
| Chip Ganassi Racing Teams      | 10  | Tony Kanaan        | Chevrolet      |
| Chip Ganassi Racing Teams      | 83  | Charlie Kimball    | Chevrolet      |
| KVSH Racing                    | 11  | Sébastien Bourdais | Chevrolet      |
| A. J. Foyt Enterprises         | 14  | Takuma Satō        | Honda          |
| A. J. Foyt Enterprises         | 41  | Jack Hawksworth    | Honda          |
| Rahal Letterman Lanigan Racing | 15  | Graham Rahal       | Honda          |
| Dale Coyne Racing              | 18  | Rocky Moran jr.    | Honda          |
| Dale Coyne Racing              | 18  | Conor Daly         | Honda          |
| Dale Coyne Racing              | 19  | Francesco Dracone  | Honda          |
| CFH Racing                     | 20  | Luca Filippi       | Chevrolet      |
| CFH Racing                     | 67  | Josef Newgarden    | Chevrolet      |
| Andretti Autosport             | 26  | Carlos Muñoz       | Honda          |
| Andretti Autosport             | 27  | Marco Andretti     | Honda          |
| Andretti Autosport             | 28  | Ryan Hunter-Reay   | Honda          |
| BHA with Curb Agajanian        | 98  | Gabby Chaves       | Honda          |

Quelle: 
Anmerkungen
1. 1 2  Rocky Moran jr. fuhr das Fahrzeug in den ersten beiden Trainingssitzungen. Daly übernahm das Cockpit anschließend für das restliche Rennwochenende.

## Klassifikationen

### Qualifying
| Pos. | Fahrer             | Team                           | Fahrzeug          | Gruppe 1  | Gruppe 2  | Top 12    | FF6       | Start |
| ---- | ------------------ | ------------------------------ | ----------------- | --------- | --------- | --------- | --------- | ----- |
| 01   | Hélio Castroneves  | Team Penske                    | Dallara-Chevrolet | 1:06,9672 | —         | 1:06,8702 | 1:06,6294 | 01    |
| 02   | Juan Pablo Montoya | Team Penske                    | Dallara-Chevrolet | —         | 1:06,8304 | 1:06,9419 | 1:06,6587 | 02    |
| 03   | Scott Dixon        | Chip Ganassi Racing Teams      | Dallara-Chevrolet | 1:06,9742 | —         | 1:06,9819 | 1:06,7870 | 03    |
| 04   | Ryan Hunter-Reay   | Andretti Autosport             | Dallara-Honda     | 1:06,8979 | —         | 1:07,0307 | 1:07,0473 | 04    |
| 05   | Simon Pagenaud     | Team Penske                    | Dallara-Chevrolet | —         | 1:07,8440 | 1:06,7894 | 1:07,1433 | 05    |
| 06   | Josef Newgarden    | CFH Racing                     | Dallara-Chevrolet | —         | 1:07,9507 | 1:06,8083 | 1:07,1716 | 06    |
| 07   | Tony Kanaan        | Chip Ganassi Racing Teams      | Dallara-Chevrolet | 1:06,7442 | —         | 1:07,1090 | —         | 07    |
| 08   | Graham Rahal       | Rahal Letterman Lanigan Racing | Dallara-Honda     | 1:07,1896 | —         | 1:07,1290 | —         | 08    |
| 09   | Sébastien Bourdais | KVSH Racing                    | Dallara-Chevrolet | —         | 1:08,5265 | 1:07,2411 | —         | 09    |
| 10   | Marco Andretti     | Andretti Autosport             | Dallara-Honda     | —         | 1:08,5426 | 1:07,3161 | —         | 10    |
| 11   | Sebastián Saavedra | Chip Ganassi Racing Teams      | Dallara-Chevrolet | —         | 1:07,6781 | 1:07,3924 | —         | 11    |
| 12   | Carlos Muñoz       | Andretti Autosport             | Dallara-Honda     | 1:07,1190 | —         | 1:07,4049 | —         | 12    |
| 13   | James Hinchcliffe  | Schmidt Peterson Motorsports   | Dallara-Honda     | 1:07,3976 | —         | —         | —         | 13    |
| 14   | Luca Filippi       | CFH Racing                     | Dallara-Chevrolet | —         | 1:08,6104 | —         | —         | 14    |
| 15   | Charlie Kimball    | Chip Ganassi Racing Teams      | Dallara-Chevrolet | 1:07,4217 | —         | —         | —         | 15    |
| 16   | Jack Hawksworth    | A. J. Foyt Enterprises         | Dallara-Honda     | —         | 1:08,6276 | —         | —         | 16    |
| 17   | Gabby Chaves       | BHA with Curb Agajanian        | Dallara-Honda     | 1:07,4653 | —         | —         | —         | 17    |
| 18   | Will Power         | Verizon Team Penske            | Dallara-Chevrolet | —         | 1:08,8348 | —         | —         | 18    |
| 19   | James Jakes        | Schmidt Peterson Motorsports   | Dallara-Honda     | 1:07,7702 | —         | —         | —         | 19    |
| 20   | Takuma Satō        | A. J. Foyt Enterprises         | Dallara-Honda     | —         | 1:08,8732 | —         | —         | 20    |
| 21   | Conor Daly         | Dale Coyne Racing              | Dallara-Honda     | 1:08,7825 | —         | —         | —         | 21    |
| 22   | Francesco Dracone  | Dale Coyne Racing              | Dallara-Honda     | —         | 1:09,8815 | —         | —         | 22    |
| 23   | Stefano Coletti    | KV Racing Technology           | Dallara-Chevrolet | —         | 1:10,4644 | —         | —         | 23    |

Quellen: 

### Rennen
| Pos. | Fahrer             | Team                           | Fahrzeug          | Runden | Zeit         | Start | Führungsrunden |
| ---- | ------------------ | ------------------------------ | ----------------- | ------ | ------------ | ----- | -------------- |
| 01   | Scott Dixon        | Chip Ganassi Racing Teams      | Dallara-Chevrolet | 80     | 1:37:35,2353 | 03    | 44             |
| 02   | Hélio Castroneves  | Team Penske                    | Dallara-Chevrolet | 80     | + 2,2221     | 01    | 31             |
| 03   | Juan Pablo Montoya | Team Penske                    | Dallara-Chevrolet | 80     | + 13,4862    | 02    | 0              |
| 04   | Simon Pagenaud     | Team Penske                    | Dallara-Chevrolet | 80     | + 13,7382    | 05    | 0              |
| 05   | Tony Kanaan        | Chip Ganassi Racing Teams      | Dallara-Chevrolet | 80     | + 14,6249    | 07    | 0              |
| 06   | Sébastien Bourdais | KVSH Racing                    | Dallara-Chevrolet | 80     | + 15,0829    | 09    | 01             |
| 07   | Josef Newgarden    | CFH Racing                     | Dallara-Chevrolet | 80     | + 18,8398    | 06    | 0              |
| 08   | Marco Andretti     | Andretti Autosport             | Dallara-Honda     | 80     | + 33,9476    | 10    | 0              |
| 09   | Carlos Muñoz       | Andretti Autosport             | Dallara-Honda     | 80     | + 34,9599    | 12    | 0              |
| 10   | Sebastián Saavedra | Chip Ganassi Racing Teams      | Dallara-Chevrolet | 80     | + 35,5359    | 11    | 0              |
| 11   | Graham Rahal       | Rahal Letterman Lanigan Racing | Dallara-Honda     | 80     | + 37,4628    | 08    | 0              |
| 12   | James Hinchcliffe  | Schmidt Peterson Motorsports   | Dallara-Honda     | 80     | + 38,7713    | 13    | 0              |
| 13   | Ryan Hunter-Reay   | Andretti Autosport             | Dallara-Honda     | 80     | + 40,3347    | 04    | 0              |
| 14   | Jack Hawksworth    | A. J. Foyt Enterprises         | Dallara-Honda     | 80     | + 41,2744    | 16    | 04             |
| 15   | Charlie Kimball    | Chip Ganassi Racing Teams      | Dallara-Chevrolet | 80     | + 44,3872    | 15    | 0              |
| 16   | Gabby Chaves       | BHA with Curb Agajanian        | Dallara-Honda     | 80     | + 46,6589    | 17    | 0              |
| 17   | Conor Daly         | Dale Coyne Racing              | Dallara-Honda     | 80     | + 50,0574    | 21    | 0              |
| 18   | Takuma Satō        | A. J. Foyt Enterprises         | Dallara-Honda     | 80     | + 53,8043    | 20    | 0              |
| 19   | James Jakes        | Schmidt Peterson Motorsports   | Dallara-Honda     | 80     | + 1:39,7966  | 19    | 0              |
| 20   | Will Power         | Verizon Team Penske            | Dallara-Chevrolet | 79     | + 1 Runde    | 18    | 0              |
| 21   | Francesco Dracone  | Dale Coyne Racing              | Dallara-Honda     | 78     | + 2 Runden   | 22    | 0              |
| 22   | Luca Filippi       | CFH Racing                     | Dallara-Chevrolet | 77     | + 3 Runden   | 14    | 0              |
| 23   | Stefano Coletti    | KV Racing Technology           | Dallara-Chevrolet | 69     | + 11 Runden  | 23    | 0              |

Quellen: 

#### Führungsabschnitte
| Abschnitt | Runden | Fahrer             |
| --------- | ------ | ------------------ |
| 1         | 1–29   | Hélio Castroneves  |
| 2         | 30–33  | Jack Hawksworth    |
| 3         | 34–53  | Scott Dixon        |
| 4         | 54–55  | Hélio Castroneves  |
| 5         | 56     | Sébastien Bourdais |
| 6         | 57–80  | Scott Dixon        |

Quellen: 

#### Gelbphasen
| Nr. | Dauer | Runden | Grund für Gelbphase     |
| --- | ----- | ------ | ----------------------- |
| 1   | 5–8   | 4      | Trümmerteile in Kurve 9 |

Quellen: 

## Punktestände nach dem Rennen

### Fahrerwertung
Die Punktevergabe wird hier erläutert.
| Pos. | Fahrer             | Punkte |
| ---- | ------------------ | ------ |
| 01.  | Juan Pablo Montoya | 119    |
| 02.  | Hélio Castroneves  | 116    |
| 03.  | Tony Kanaan        | 93     |
| 04.  | Scott Dixon        | 87     |
| 05.  | James Hinchcliffe  | 83     |
| 06.  | Will Power         | 80     |
| 07.  | Simon Pagenaud     | 73     |
| 08.  | Sébastien Bourdais | 66     |
| 09.  | Josef Newgarden    | 66     |

| Pos. | Fahrer              | Punkte |
| ---- | ------------------- | ------ |
| 10.  | Graham Rahal        | 62     |
| 11.  | Marco Andretti      | 61     |
| 12.  | Carlos Muñoz        | 56     |
| 13.  | James Jakes         | 54     |
| 14.  | Ryan Hunter-Reay    | 51     |
| 15.  | Luca Filippi        | 50     |
| 16.  | Jack Hawksworth     | 48     |
| 17.  | Simona de Silvestro | 44     |
| 18.  | Gabby Chaves        | 42     |

| Pos. | Fahrer             | Punkte |
| ---- | ------------------ | ------ |
| 19.  | Charlie Kimball    | 40     |
| 20.  | Takuma Satō        | 37     |
| 21.  | Stefano Coletti    | 30     |
| 22.  | Sage Karam         | 23     |
| 23.  | Francesco Dracone  | 23     |
| 24.  | Sebastián Saavedra | 20     |
| 25.  | Carlos Huertas     | 20     |
| 26.  | Conor Daly         | 13     |